# Chiralité axiale
La chiralité axiale est un cas spécial de chiralité dans lequel la molécule ou l'objet considéré n'a pas de centre stéréogène - donc la plupart du temps, pas d'atome de carbone asymétrique dans la molécule, contrairement à la situation la plus commune pour les molécules chirales en chimie  -  mais un axe de chiralité, autour duquel des substituants sont dans une disposition spatiale fixe qui n'est pas superposable à son image dans un miroir. 
La chiralité axiale est le plus souvent observée dans les composés biaryle atropoisomères c'est-à-dire dans lesquels la rotation autour de la simple liaison aryle-aryle est bloquée, par exemple, dans des composés biphényles substitués ou binaphtyles comme le 1,1'-bi-2-naphtol ou BINAP.  Les autres types de composés chimiques pouvant présenter une chiralité axiale sont les allènes (propadiène), les composés spiro et plus généralement tous les composés présentant une hélicité comme les hélicènes, les complexes octaédriques avec deux ou trois ligands bidentés, les polymères biologiques comme l'ADN, etc.

## Nomenclature
La détermination de la configuration absolue des énantiomères présentant ce type de chiralité est faite avec les mêmes règles de Cahn–Ingold–Prelog que pour les stéréocentres tétraédriques. Chaque énantiomère est vu le long de l'axe de chiralité et alors les substituants se répartissent en deux groupes, les haut et les bas. Les substituants haut sont classés par ordre de priorité au sens de la nomenclature Cahn-Ingold-Prelog, puis séparément les substituants bas c'est-à-dire indépendamment du classement des haut. Les substituants sont donc classés 1, 2, 3, ..., n pour ceux haut, n+1, n+2, n+3, ..., z pour ceux bas et définissent un circuit de 1 à z qui passe de haut à bas en tournant à gauche ou à droite, c'est-à-dire que, comme sur l'illustration ci-dessous, le substituant bas n°(n+1) est à droite ou à gauche de la ligne droite de substituant haut n°(n-1) à substituant haut n°(n). Si le substituant bas n°(n+1) est à droite, l'énantiomère est dit droit et noté R, Ra, aR, P ou Δ. S'il est à gauche, l'énantiomère est dit gauche et est noté S, Sa, aS, M ou Λ.
Cette propriété peut également être appelée hélicité, puisque l'axe de la structure a une géométrie hélicoïdale ou en forme de vis . Une hélice droite est notée  P (plus) ou Δ , une hélice gauche est notée M (moins) ou Λ,. Ces notations P/M ou Δ/Λ sont utilisées en particulier pour les molécules qui ont vraiment une forme d'hélice comme l'hexahélicène, les complexes chiraux et l'ADN. Elles peuvent être appliquées à d'autres structures ayant une chiralité axiale en tenant compte de l'orientation hélicoïdale du classement de Cahn-Ingold-Prelog  des haut et des bas des énantiomorphes.